# Mimosa diplotricha
Mimosa diplotricha är en ärtväxtart som beskrevs av Francisco Adolfo Sauvalle. Mimosa diplotricha ingår i släktet mimosor, och familjen ärtväxter.

## Underarter
Arten delas in i följande underarter:
- M. d. diplotricha
- M. d. inermis

## Bildgalleri

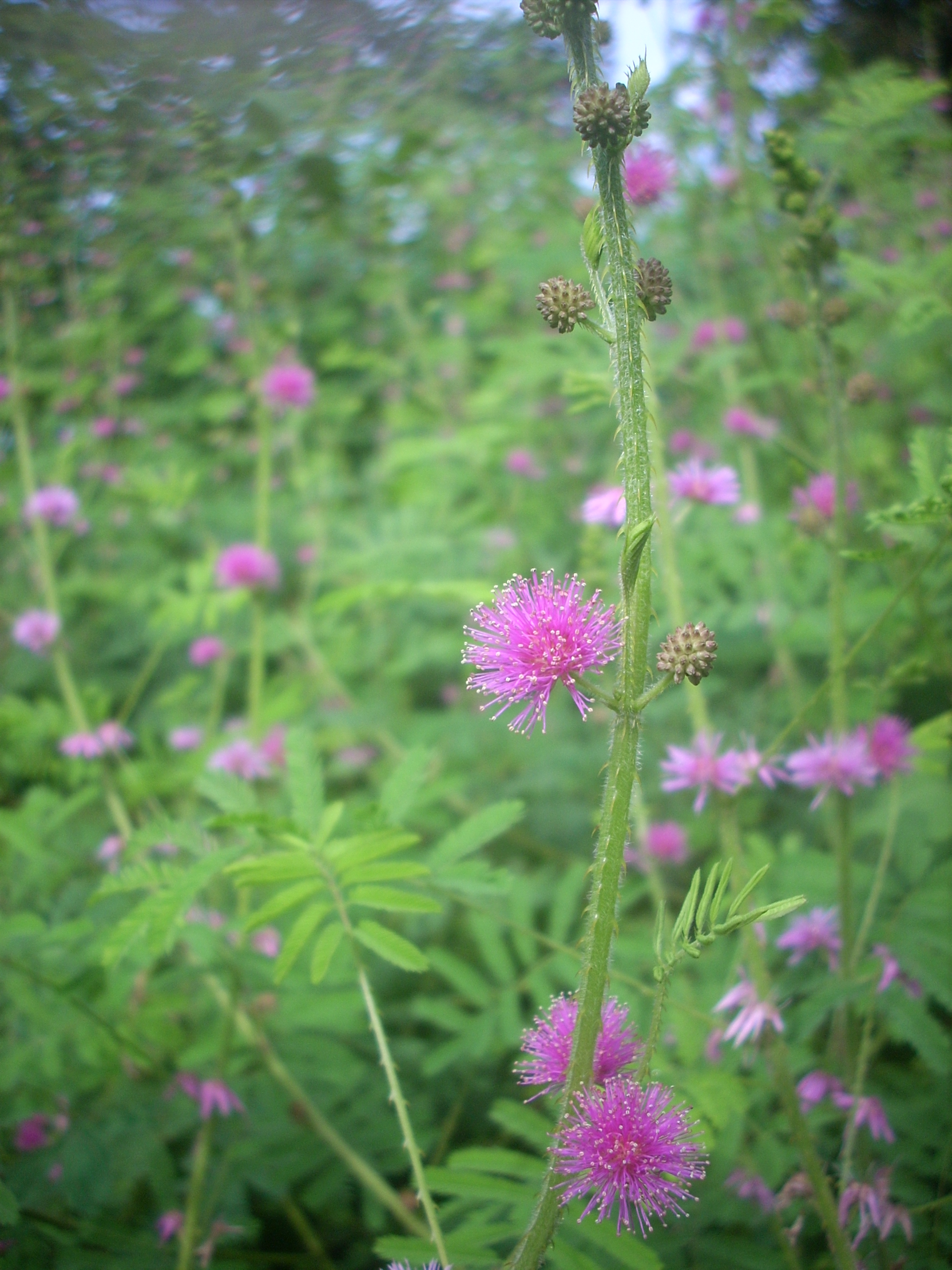
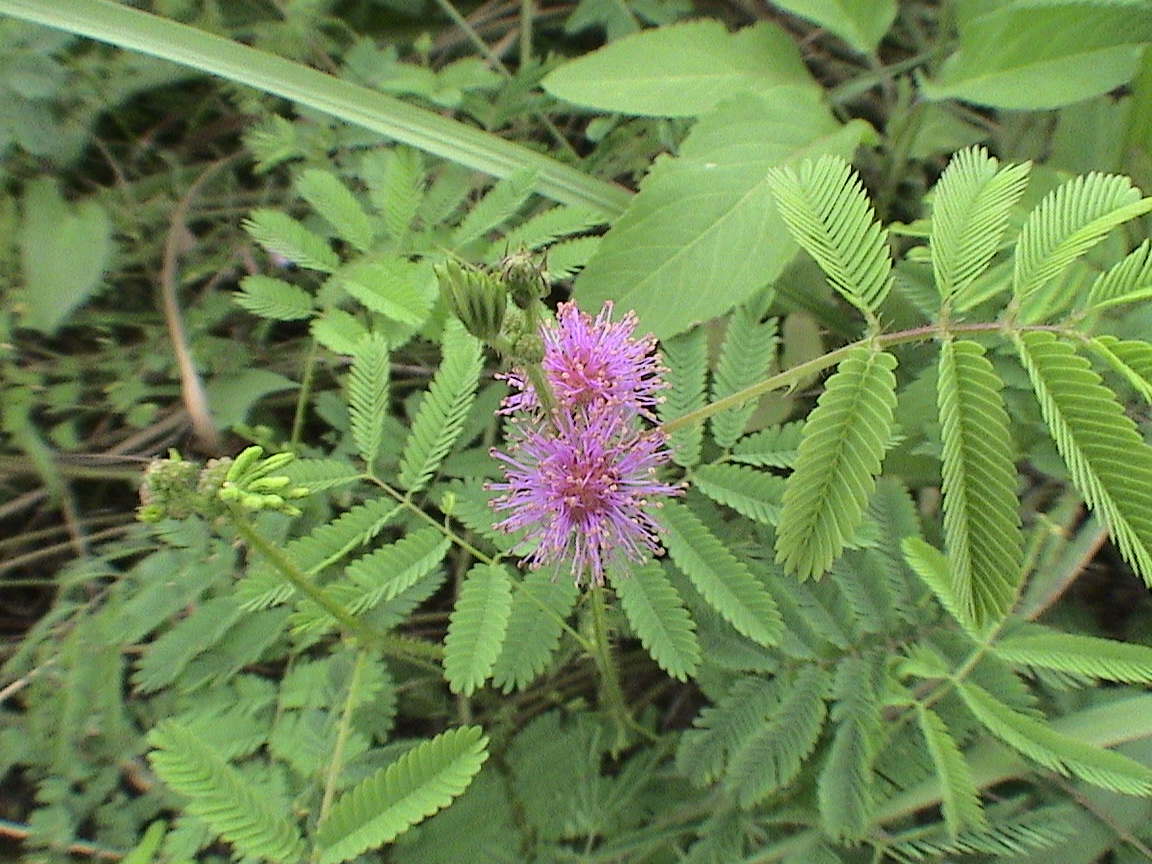
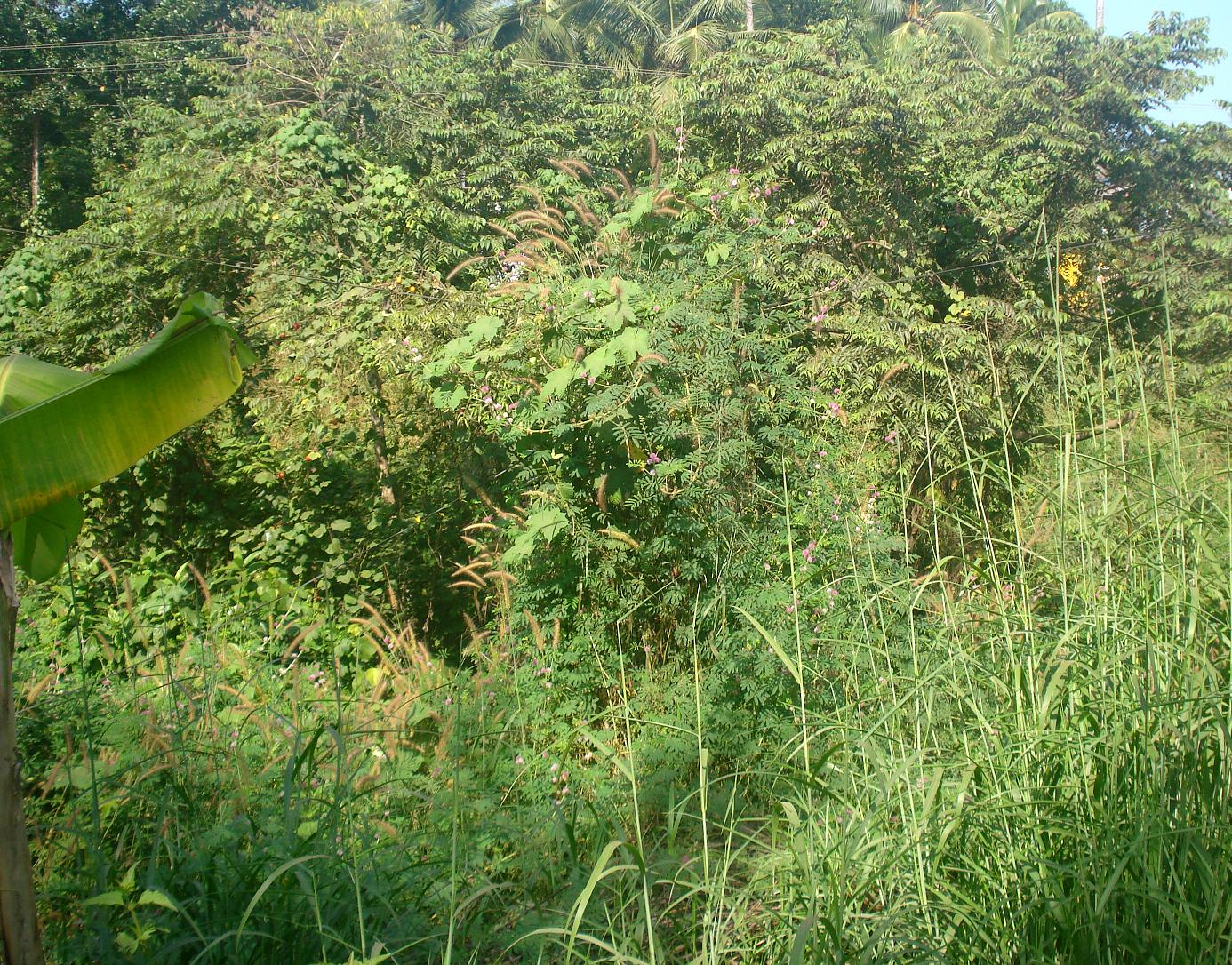
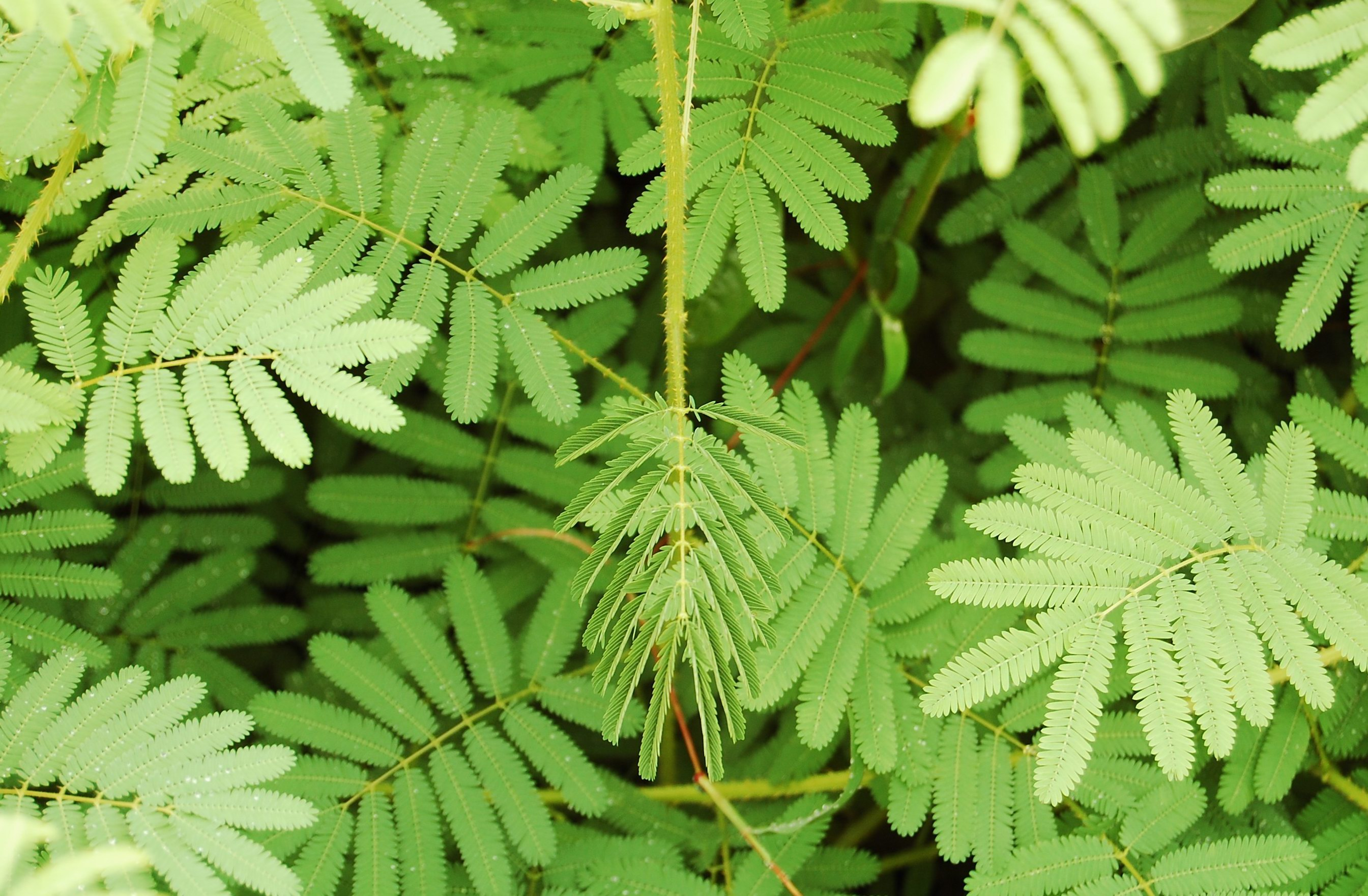
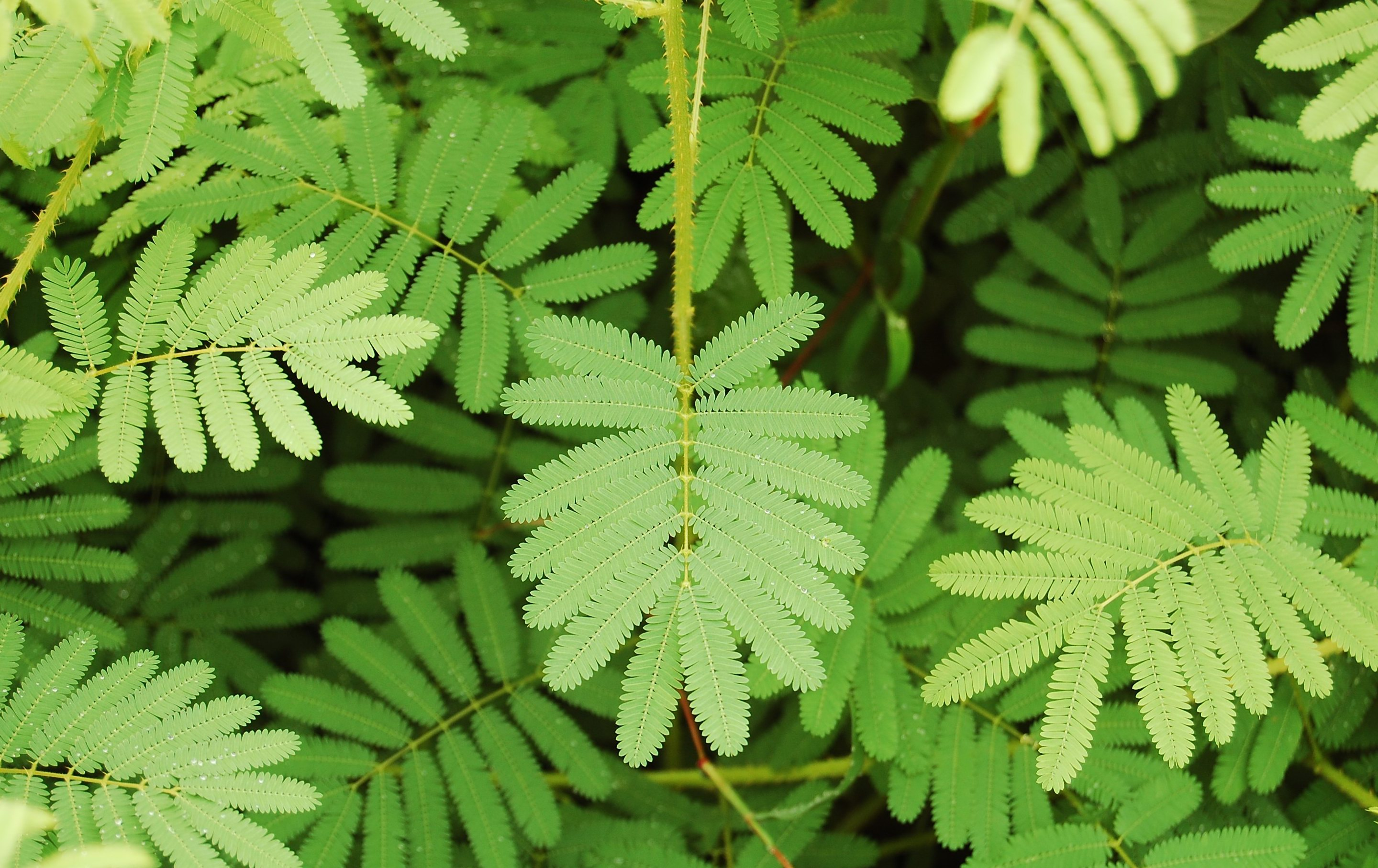